# Mont Puke
Der Mont Puke (auch Mont Singavi oder, nach Willem Schouten, Mont Schouten genannt) ist mit 524 m über dem Meeresspiegel die höchste Erhebung des französischen Überseegebiets Wallis und Futuna.

## Lage und Umgebung
Der Mont Puke liegt auf der Insel Futuna, der Gipfel ist rund 1,5 km von der nördlichen Küste entfernt. Nachbarberge sind der Mont Kalufatufatu (473 m) und der Mont Kofua (503 m) im Westen sowie der Toafa Magalua (459 m) im Südosten. Dreihundert Meter nordöstlich des Hauptgipfels liegt der 502 m hohe Vorgipfel Matagitoga. Der Mont Puke ist bewaldet. In west-östlicher Richtung führt ein Weg über den Gipfel.

## Mythologie und Geschichte
In der polynesischen Mythologie Futunas residierte Finelasi, Tochter von Mago und Tafaleata und Beschützergöttin der Insel, auf dem Gipfel des Mont Puke, wohin sie nach der inzestuösen Beziehung mit ihrem Bruder Fakavelikele geflohen war.
Die Zugehörigkeit des Mont Puke war zwischen den Königreichen Alo und Sigave lange Zeit umstritten. Er ist von einer Mauer namens Atufatutea umgeben, die der Überlieferung nach gebaut wurde, um den Grenzstreit in einem Wettbewerb zu entscheiden. Wer es zuerst schaffte, eine Mauer um den Gipfel zu bauen, dem sollte der Berg gehören.
Die heutige Grenze zwischen den beiden Königreichen verläuft über den Mont Puke.